# Aphelotingis
Aphelotingis is een geslacht van wantsen uit de familie van de Tingidae (Netwantsen). Het geslacht werd voor het eerst wetenschappelijk beschreven door Drake in 1948.

## Soorten
Het genus bevat de volgende soorten:

- Aphelotingis muiri (Drake, 1927)
- Aphelotingis perinetana Drake, 1957
- Aphelotingis tacsa Drake, 1957